# Козарще
Козарще (словен. Kozaršče) — поселення в общині Толмин, Регіон Горишка, Словенія. Висота над рівнем моря: 216,2 м. Розміщене на північний схід від Мост на Сочі.